# 統一人民自由同盟
統一人民自由同盟（とういつじんみんじゆうどうめい、シンハラ語: එක්සත් ජනතා නිදහස් සන්ධානය Eksath Janatha Nidahas Sandhanaya、タミル語: ஐக்கிய மக்கள் சுதந்திரக் கூட்டணி、英語: United People's Freedom Alliance, UPFA）は、スリランカの政党連合。2004年から2015年にかけて同国の政権を担った。

## 歴史
統一人民自由同盟は2004年の国政選挙戦において結成された。4月2日に実施された同選挙では、統一人民自由同盟は総票数の45.6%、225議席中105議席を獲得し、過半数には届かなかったものの議会の最大勢力となり、政権を獲得した。 その後の連立交渉・合流を経て、9月には過半数を達成した。
しかし翌2005年4月、連合の主要政党の一つであったスリランカ人民解放戦線が統一人民自由同盟を離脱。これによりクマーラトゥンガ政権は少数与党を強いられることとなった。
2005年11月の大統領選挙ではマヒンダ・ラージャパクサを擁立、総票数の50.29%を獲得して、勝利した。2010年1月の大統領選挙でも再びマヒンダ・ラージャパクサを擁立。内戦終結を追い風に総票数の57.88%を獲得し、再選を果たした。 同様に同年4月の国政選挙においても過半数を大きく超える144議席を占める大勝を果たしている。
2015年の大統領選挙では、再びラージャパクサを擁立するも、与党から離反したマイトリーパーラ・シリセーナに敗れた。シリセーナは選挙後にスリランカ自由党に戻り党首に就任しており、3月には統一人民自由同盟の代表にも選出された。しかし8月の国会選挙には復権を狙うラージャパクサの下で野党として臨んでおり、49議席を失う大敗を喫した。
その後、復権を目指すラージャパクサが新たにスリランカ人民戦線 (SLPP) を率いて躍進したこともあり、2019年10月にスリランカ自由党 (SLFP) などはSLPPも含む17政党で新たな政党連合スリランカ人民自由同盟 (SLPFA) を結成した。

## 所属政党

### 結成時
2004年の結成当時は以下の7政党から構成されていた。
- スリランカ自由党 (SLFP)
- スリランカ人民解放戦線 (JVP)
- スリランカ人民党
- ムスリム民族統一同盟 (MNUA)
- 人民統一戦線 (MEP)
- 民主統一国民戦線 (DUNF)
- 民族解放人民党 (DVJP)

### 2012年
2012年時点では以下の17政党から構成されていた。
- スリランカ自由党 (SLFP)
- 全セイロン・ムスリム会議（英語版）
- セイロン労働者会議（英語版） (CWC)
- スリランカ共産党 (CPSL)
- 民族解放人民党 (DVJP)
- イーラム人民民主党 (EPDP)
- エーラヴァール民主戦線（英語版）
- 国民遺産党（英語版） (JHU)
- スリランカ社会主義平等党 (LSSP)
- スリランカ自由党（英語版） (CLD)
- 人民統一戦線 (MEP)
- 全国自由戦線（英語版） (JNP)
- シンハラ大地の子偉大な合意党（英語版） (SMBP)
- スリランカ人民党
- スリランカ・ムスリム会議
- タミル人民解放の虎 (TMVP)
- 高地人民戦線（英語版）